# 盛振爲

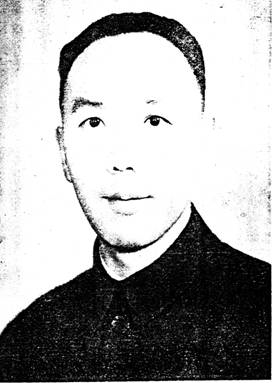
盛振爲

盛振爲（英語：Robert C. W. Sheng，1900年—1997年），生于上海，中国法学家。

## 生平
1900年，盛振爲生于上海。盛振爲的父亲是中国人自己创办的基督教教会神召使徒信心会的牧师，后又升至监督。其母曾在教会女中担任教师，教授国文。在完成中等教育后，盛振爲考入东吴大学继续读书。受家庭及东吴大学影响，盛振爲在东吴大学学习期间，接受教会洗礼，成为基督徒。
1921年，盛振爲自东吴大学获得文学学士学位。1924年，又自东吴大学法科（Comparative Law School of China）毕业，获得法学学士学位（LLB）。此后盛振为赴美国留学， 于西北大学法学院师从该院院长威格摩爾教授研究证据法学，于1927年获得西北大学法律博士学位（J. D.）。毕业后盛振为于同年归国，在上海开业担任律师，并加入律师公会。由于长于证据法，盛振为获聘为设在上海的江苏交涉公署华洋诉讼案件上诉处帮审官，同时被东吴大学聘为兼职教授，主讲证据法学，成为在中国开设证据法学课程的第一人。1927年，盛振为被东吴大学董事会聘任为东吴大学法学院教务长并一直任职直至1940年。此外，他还是东吴大学法学院首任华人教务长（此前两位分别为美国法学家查尔斯·兰金、刘伯穆）。1932年，日军发动一·二八事变，盛振爲参与发起上海各大学教授抗日联合会，并以东吴大学法学院的校址为该联合会办事处，盛振爲还被推举为该联合会国际宣传组负责人之一。1933年1月12日，盛振爲被任命为国民政府立法院立法委员。
1937年，日军发动八一三事变占领上海市区，盛振爲率东吴大学法学院师生及员工迁入上海公共租界，借用慕尔堂（今名“沐恩堂”）上课。1941年太平洋战争爆发后，日军闯入上海租界，盛振爲将东吴大学法学院部分师生迁至重庆，在重庆沙坪坝寻得校址继续办学。盛振爲坚持以比较法为宗旨的办学理念，获得东吴大学董事会肯定，盛振爲因此被提升为法学院院长。1941年起，盛振爲一直担任东吴大学法学院院长，直到1950年被撤职，由杨兆龙接任法学院院长。1943年，盛振爲与迁至重庆的沪江大学、之江大学联合办学，组成东吴、沪江、之江法、商、工联合学院，盛振爲任院长。
抗日战争胜利后，盛振爲将东吴大学在重庆的分支迁回上海，与留在上海的分支合并。不久，盛振爲被东吴大学董事会任命为东吴大學教務長兼法学院院长。当时，由于东吴大学校长杨永清在联合国任职，一时无法回国，故东吴大学董事会命盛振爲代理校长。后来，杨永清辞去联合国工作归国，重新担任东吴大学校长，直到1952年东吴大学被中华人民共和国政府撤销。1947年，盛振爲奉国民政府派遣，赴欧美考察司法行政及法律教育，访问了许多著名高校并发表演说，交流各自的办学经验。归国后，应国民政府要求，筹办东吴大学法学院司法系，以培养无愧于世界强国的国际法官群体。
1949年，中国人民解放军占领上海，包括盛振爲在内的东吴大学法学院大部分教职员工留在工作岗位。中华人民共和国成立初期，盛振爲作为“旧法统人员”率先受到冲击，1950年被撤销法学院院长职务。此后，他被打成“反革命”，被判处在江苏省滨海县大有劳改农场劳动改造10年。后来因宋庆龄说情，劳动改造6年后获得释放。1980年代，盛振爲获得平反。1981年，盛振为受聘担任华东政法学院（现华东政法大学）特聘教授和顾问，重回学术教学岗位，晚年曾参与审定《元照英美法词典》。1993年，获得中华人民共和国司法部颁发司法教育银质奖章以及奖状。1990年，在原东吴大学法学院校友的努力下，经上海市高教局批准，成立“东吴比较法进修学院”，属于成人非学历性质的民办学院，聘盛振爲担任名誉董事长。该学院在1992年邓小平南巡讲话发表及开发浦东政策落实之后，曾经一度辉煌，所聘教授多为原东吴大学法学院毕业生。1997年，盛振爲逝世。

## 著作
- 盛振爲，证据法学论讲义，东吴大学法律学院出版部，1930年代
- 盛振爲，证据学，上海私立东吴大学法学院，1948年1月
- 盛振爲，中国继承法原论（英文），法学杂志社，
- 盛振爲，英美法的审判制，[1]
- 盛振爲，十九年来之东吴法律教育，法学杂志1934年第7卷第2期

## 荣誉
- 三等景星勋章（1946年1月1日批准[8]）

## 家庭
- 盛振为一生育有三个女儿。其次女盛芸为安徽大学历史系教授，毕业于南京大学，长期从事世界中世纪史研究。

## 延伸阅读
- 盛芸，法学家盛振为先生晚年的思考，炎黄春秋2013年第2期 （页面存档备份，存于）
- 盛芸，盛振为先生之办学理念——纪念先父诞辰一百一十周年，华东政法大学学报2010年第4期，第5-15页

| 教育職務                             | 教育職務                           | 教育職務      |
| ------------------------------------ | ---------------------------------- | ------------- |
| 前任： 刘伯穆 （东吴大学法科教务长） | 东吴大学法学院教务长 1927年—1940年 | 繼任： ？     |
| 前任： 吴经熊                        | 东吴大学法学院院长 1941年—1950年   | 繼任： 杨兆龙 |